# أندي بيري
أندي بيري (بالإنجليزية: Andy Perry)‏ هو لاعب اتحاد الرغبي بريطاني، ولد في 28 ديسمبر 1989 في بورتسموث في المملكة المتحدة.